# 台銭
台銭（たいせん）は、台湾において1689年（康熙28年）に台湾府鋳局所で鋳造された「康熙通宝」のこと。別に康熙通宝字銭、小台銭、小台紅銭、小制銭とも称される。
1687年（康熙27年）、福建巡撫張仲挙は台湾で流通していた南明永暦年号の銅銭を改鋳することを決定、改鋳した康熙通宝は裏面に漢字及び満洲語で「台」の文字が刻印されていたことから台銭と称されるようになった。当初は銀1両が1000台銭であったが、台銭が当時の清朝で流通していた銅銭より小型であったことから台湾以外で流通せず、それが原因で価値が下がり、最終的には銀1両が4000台銭になった。1672年（康熙31年）に鋳造が中止された。